# 织金洞
织金洞，中国贵州省织金县境内的一个溶洞，位于距县城东北23公里的民寨乡，距贵阳市区166公里，已探明长度为13.5公里，面积70万平方米。该洞原名打鸡洞，1980年被织金县旅游资源勘察队发现。